# Cyamudongowald

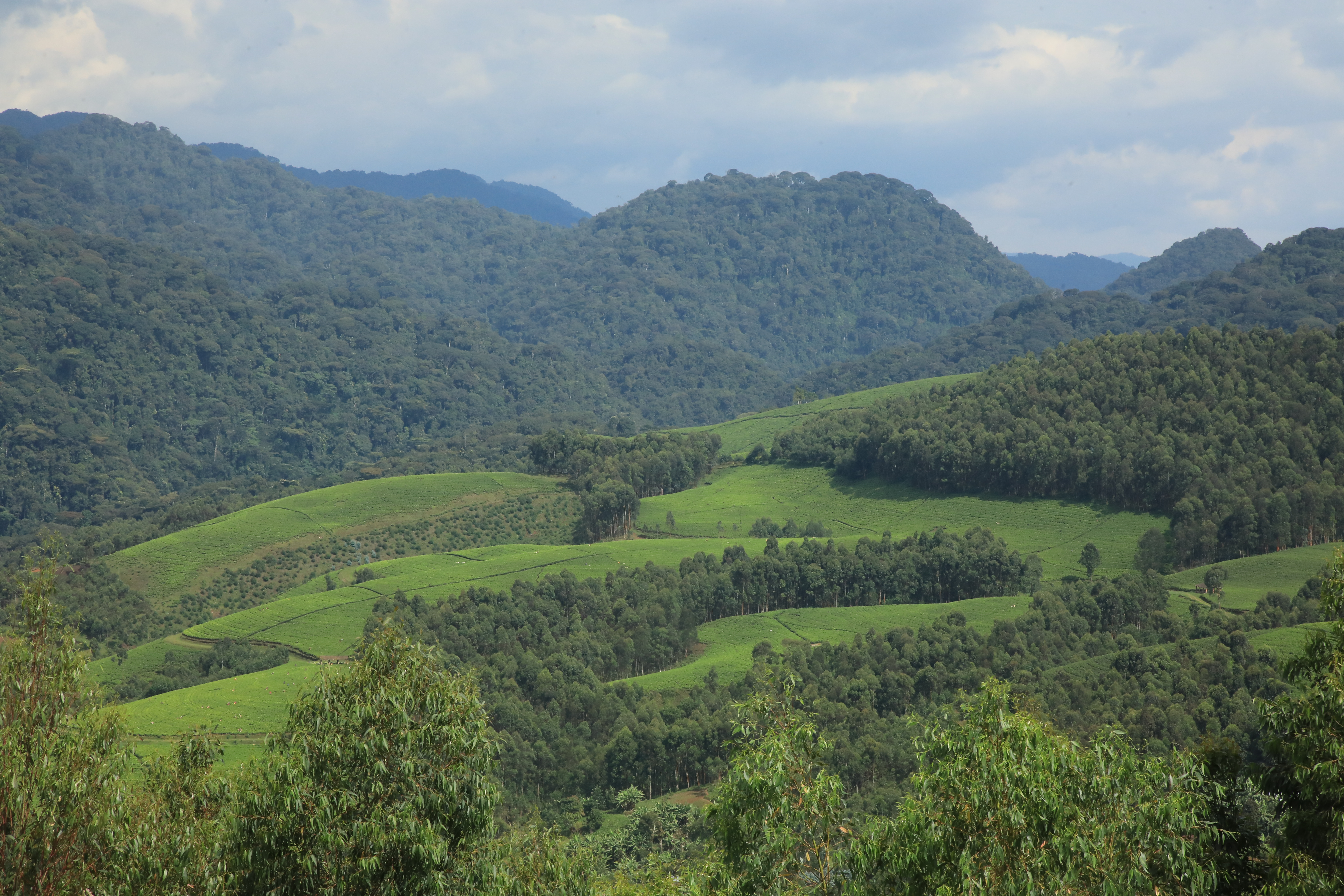
Cyamudongowald mit Teeplantagen im Vordergrund

Der Cyamudongowald ist ein Regenwaldgebiet im Distrikt Rusizi der Westprovinz von Ruanda. Das Gebiet ist Teil des Nyungwe-Nationalparks, liegt aber einige Kilometer südwestlich des Nyungwe-Waldes.

## Geographie und Geschichte
Der Wald umfasst eine Fläche von etwa vier Quadratkilometern auf Höhen zwischen 1700 und 2100 Metern. Er  erstreckt sich dabei im Wesentlichen über fünf Berghügel, die das Flusstal des Nyamabuye umgeben. Eine District Road führt durch den Süden des Waldes und gen Osten in die nächstgelegene Stadt Nyakabuye. Richtung Nordwesten führt die District Road bis zur Nationalstraße 11.
Der Cyamudongowald ist Teil des Nyungwe-Nationalparks. Er ist jedoch nicht mehr mit diesem verbunden, sondern bildet ein separates Waldgebiet, das sich etwa 8,5 Kilometer entfernt und etwas tiefer liegend befindet. Das Waldgebiet ist von Teeplantagen und anderen Landwirtschaftsflächen umgeben. Aufgrund der steilen Hänge im Waldgebiet war dieses vermutlich für die Landwirtschaft uninteressant und blieb so als Reststück erhalten. Der Nyungwe-Wald wurde 1933 als Nationalreservat ausgewiesen und 2012 einschließlich des Cyamudongowaldes zum Nationalpark erklärt. Im Jahre 2023 wurde er zudem in das UNESCO-Welterbe aufgenommen.

## Flora und Fauna
Der Cyamudongowald ist ein Reststück des Nyungwe-Bergregenwaldes mit einer hohen Artenvielfalt und ist Teil der Ökoregion Bergwälder im Westlichen Rift.

### Flora
Im Vergleich zum Nyungwe-Wald ist der Cyamudongowald dichter bewachsen. Bisher wurden 336 Pflanzenarten nachgewiesen, darunter Arten wie das Hartriegelgewächs Alangium chinense, das Sapotengewächs Chrysophyllum gorungosanum, das Mimosengewächs Newtonia buchananii und das Malvengewächs Leptonychia melanocarp sowie Wolfsmilchgewächse der häufig in den Tropen verbreiteten Gattung Croton. Fünf Arten sind in Ruanda endemisch, d. h. ausschließlich dort verbreitet, darunter die beiden Orchideenarten Polystachya bruechertiae und die im Cyamudongowald entdeckte und 2010 erstbeschriebene Gastrodia rwandensis. Weitere 16 Arten sind nicht in Ruanda endemisch, kommen jedoch innerhalb des Landes lediglich im Cyamudongowald vor.

### Fauna
Der Cyamudongowald umfasst für die Ökoregion typische und endemische Vogelarten wie den Kungwe-Feinsänger (Apalis argentea). Aus dem Wald stammt zudem die einzige Beobachtung des Waldsperbers innerhalb von Ruanda. Ein Großteil des Cyamudongowaldes wird von BirdLife International nach folgenden drei Kriterien als eine von acht Important Bird Areas in Ruanda gelistet:
- Global vom Aussterben bedrohte, stark gefährdete oder gefährdete Arten sind nachgewiesen oder werden vermutet
- Besondere Bedeutung für Arten mit beschränktem Verbreitungsgebiet
- Besondere Bedeutung für Arten mit beschränkten Biotopanforderungen

Zu den weiteren vorkommenden Vogelarten zählen:
- Reichenowastrild (Cryptospiza reichenovii)
- Meisenweber (Ploceus alienus)
- Bergdrongoschnäpper (Melaenornis fischeri)
- Diademgirlitz (Crithagra frontalis)
- Nandinektarvogel (Cinnyris reichenowi)
- Ugandarötel (Sheppardia aequatorialis)
- Farnzistensänger (Cisticola chubbi)
- Bergbussard (Buteo oreophilus)
- Stuhlmann-Star (Poeoptera stuhlmanni)
- Ruwenzoribatis (Batis diops)
- Bronzenektarvogel (Nectarinia kilimensis)
- Rostbauchstar (Pholia sharpii)
- Bergtrogon (Apaloderma vittatum)
- Baglafechtweber (Ploceus baglafecht)
- Höhennachtschwalbe (Caprimulgus poliocephalus ruwenzorii)
- Braunwangen-Laubsänger (Phylloscopus laetus)
- Schwarzbauchweber (Ploceus melanogaster)
- Zimtflügelstar (Onychognathus tenuirostris)
- Bergspötter (Iduna similis)
- Bergfeinsänger (Apalis porphyrolaema)
- Kammschnabelturako (Gallirex johnstoni)
- Bergpirol (Oriolus percivali)
- Rabenwürger (Laniarius poensis)
- Hochland-Grasmücke (Sylvia abyssinica)
- Bergspint (Merops oreobates)
- Kivufeinsänger (Apalis personata)
- Wallerstar (Onychognathus walleri)
- Ruwenzorifeinsänger (Oreolais ruwenzorii)
- Dickschnabelgirlitz (Crithagra burtoni)
- Grünastrild (Coccopygia melanotis)
- Maussegler (Schoutedenapus myoptilus)
- Strichelgirlitz (Serinus striolatus)
- Rossturako (Tauraco rossae)

An Säugetieren kommt der von der IUCN weltweit als stark gefährdet eingestufte Gemeine Schimpanse (Pan troglodytes) vor. Die im Cyamudongowald lebende Gruppe umfasst mehr als 30 Individuen. Weitere vorkommende Primatenarten sind die Dent-Meerkatze und die Östliche Vollbartmeerkatze. Der Wald ist zudem für seine hohe Vielfalt an Schmetterlingsarten bekannt.
Zu den vorkommenden Amphibien zählen die Waldsteigerfroscharten Leptopelis cynnamomeus und Leptopelis kivuensis sowie die Langfingerfroschart Arthroleptis adolfifriederici und die Krötenart Sclerophrys kisoloensis. Darüber hinaus ist der Cyamudongowald und die umgebenden Landwirtschaftsflächen der einzige bekannte Fundort der Schleichenlurchart Boulengerula fischeri. Der Holotyp wurde 1987 im Wald gesammelt. Die Art wird von der IUCN aufgrund möglicher Bedrohungen durch Landwirtschaftsaktivitäten wie den Einsatz von Pestiziden und Entwaldung als gefährdet eingestuft.

## Cyamudongo-Projekt
Das Cyamudongo-Projekt wurde von der Universität Koblenz in Zusammenarbeit mit der University of Rwanda und mehreren ruandischen Behörden durchgeführt, darunter das Umweltministerium, das Rwanda Development Board (RDB) und die Rwanda Water and Forestry Authority. Neben seiner Bedeutung für die Biodiversität ist der Cyamudongowald eine Kohlenstoffsenke und seine Erhaltung somit auch als Maßnahme gegen den Klimawandel relevant. Finanziell gefördert wurde das Cyamudongo-Projekt daher von der Internationalen Klimaschutzinitiative (IKI) des Bundesministeriums für Umwelt, Naturschutz und nukleare Sicherheit (BMU) mit rund 2,3 Millionen Euro.
Das von September 2016 bis Oktober 2023 laufende Cyamudongo-Projekt (bzw. Conservation of Biodiversity and Natural Resources and Climate Protection by Sustainable Agriculture and Forestry at Cyamudongo Forest) förderte zum Schutz der Biodiversität und der natürlichen Ressourcen in den Randzonen des Waldes Wiederaufforstung und nachhatige Agroforstwirtschaft. Im Rahmen des Projekts wurden mithilfe der örtlichen Bevölkerung mehr als 1,5 Millionen Setzlinge produziert und in der Randzone mit einer Pflanzdichte von 150 bis 200 Bäumen pro Hektar gepflanzt. Dadurch sollte der Nutzungsdruck auf den Wald gemindert werden sowie die Bodenerosion, die auf Landwirtschaftsflächen in Ruanda aufgrund der hügeligen Landschaft und zunehmenden Starkregenereignissen problematisch ist. Bei Agroforstsystemen werden den Boden stabilisierende Bäume und Hecken in die Landwirtschaftflächen integriert, die zugleich als Brennholz genutzt werden können. Darüber hinaus wurden Bäume mit dem Ziel gepflanzt, das Gebiet mit dem nordöstlich liegenden Nyungwe-Wald zu verbinden und somit einen biologischen Korridor zu schaffen, der der Framgmentierung der Flora- und Fauna-Bestände entgegenwirkt. Insgesamt entstanden 6.385 Hektar Agroforstfläche und 50 Hektar Kleinforste. Um diese langristig zu erhalten, wurden mehr als 13.000 bzw. 46,5 % der Bauern in den umgebenden Dörfern in Agroforstwirtschaft geschult.

## Tourismus
Aufgrund seiner kleinerer Fläche können die im Cyamudongowald lebenden Schimpansen leichter beobachtet werden als im Nyungwe-Wald. Für Touristen wird in kleinen Gruppen Schimpansen-Trekking angeboten. Zudem bietet der Cyamudongowald die Möglichkeit seltene Vogel-, Schmetterlings- und Pflanzenarten zu beobachten. Daneben gibt es heiße Quellen und die Nyirandakunze-Höhle.